# Eletricidade e Águas da Guiné-Bissau
Eletricidade e Águas da Guiné-Bissau (EAGB) é uma empresa pública de administração indireta guinéu-bissauense responsável pelo abastecimento de águas, energia elétrica e esgotamento sanitário do país. Sua sede fica na cidade de Bissau.

## Histórico
Surgiu do serviço de abastecimento elétrico montado em Bissau para gerir a Central Termeléctrica de Bissau, criada em 1930; os serviços foram nacionalizados na década de 1970.
A atual EAGB foi criada pelo decreto n.º 32/83 de 19 de novembro de 1983, que reorganizou a "Companhia de Electricidade e Águas da Guiné-Bissau" (nome dado após a nacionalização), permitindo que absorvesse porções do Instituto Nacional de Energia, para formar a empresa "Eletricidade e Águas da Guiné-Bissau".

## Capacidades
Embora seja responsável pelo abastecimento nacional, seus serviços restringem-se à cidade de Bissau onde, mesmo assim, não consegue suprir a total demanda da população. O fator principal para que tal cenário ocorra são as sucessivas crises políticas e econômicas que assolam o país, além da falta de capitais para a expansão dos serviços públicos, vivendo num constante estado de sucateamento forçado pela classe política do país.